# فرد فولتون
فرد فولتون (بالإنجليزية: Fred Tobias Fulton)‏ (19 أبريل 1891 في الولايات المتحدة - 7 يوليو 1973 ببارك رابيدز في الولايات المتحدة) هو ملاكم أمريكي، صنّف ضمن فئة وزن ثقيل.

## روابط خارجية
- فرد فولتون على موقع بوكس ريك (الإنجليزية) (registration required)